# Podnoszenie ciężarów na Igrzyskach Azjatyckich 1974
Podnoszenie ciężarów na Igrzyskach Azjatyckich 1974 odbywało się w dniach 2–5 września 1974 roku. Rywalizacja odbywała się w dziewięciu konkurencjach, wyłącznie wśród mężczyzn.

## Podsumowanie

### Klasyfikacja medalowa
| Miejsce | państwo          | Złoto | Srebro | Brąz | Razem |
| ------- | ---------------- | ----- | ------ | ---- | ----- |
| 1       | Iran             | 10    | 11     | 3    | 24    |
| 2       | Japonia          | 10    | 1      | 6    | 17    |
| 3       | Korea Południowa | 3     | 3      | 2    | 8     |
| 4       | Korea Północna   | 2     | 5      | 4    | 11    |
| 5       | Chiny            | 1     | 4      | 1    | 6     |
| 6       | Birma            | 1     | 2      | 2    | 5     |
| 7       | Izrael           | 0     | 1      | 4    | 5     |
| 8       | Irak             | 0     | 0      | 4    | 4     |
| 9       | Pakistan         | 0     | 0      | 1    | 1     |
| Razem   | Razem            | 27    | 27     | 27   | 81    |

### Medaliści
| Konkurencja | 1. miejsce           | 2. miejsce        | 3. miejsce          |
| Mężczyźni   | Mężczyźni            | Mężczyźni         | Mężczyźni           |
| ----------- | -------------------- | ----------------- | ------------------- |
| 52 kg       | Mohammad Nasiri      | Gyi Aung Maung    | Masatomo Takeuchi   |
| 56 kg       | Kenkichi Andō        | Chen Manlin       | Han Gyong-si        |
| 60 kg       | Kazumasa Hirai       | Song Sung-rim     | Khin Myint          |
| 67,5 kg     | Won Shin-hee         | Nasrollah Dehnavi | Takahiro Nakata     |
| 75 kg       | An Won-geun          | Etsuo Mitsuishi   | Mehdi Attar-Ashrafi |
| 82,5 kg     | Sueo Fujishiro       | Ebrahim Pourdejam | Badr Yassin         |
| 90 kg       | Ali Vali             | Qian Yukai        | Adi Brana           |
| 110 kg      | Houshang Kargarnejad | Yun Suk-won       | Shlomo Ben-Lulu     |
| +110 kg     | Akbar Shokrollahi    | Hafez Hassani     | Suhail Khalil       |